# Episodi de Il trenino Thomas (quindicesima stagione)
La quindicesima stagione de Il trenino Thomas è stata trasmessa in prima visione nel Regno Unito sul canale Channel 5, nel blocco Milkshake!, dal 1º marzo al 28 marzo 2011. In Italia è stata trasmessa su Cartoonito.
| nº | Titolo originale     | Titolo italiano              | Prima TV UK   |
| -- | -------------------- | ---------------------------- | ------------- |
| 1  | Gordon and Ferdinand | Gordon e Ferdinand           | 1° marzo 2011 |
| 2  | Toby and Bash        | Toby e Boffo                 | 2 marzo 2011  |
| 3  | Emily and Dash       | Un numero davvero speciale   | 3 marzo 2011  |
| 4  | Percy's New Friends  | I nuovi amici di Percy       | 4 marzo 2011  |
| 5  | Edward the Hero      | Eddie l'eroe                 | 7             |
| 6  | James to the Rescue  | James il soccorritore        | 8 marzo 2011  |
| 7  | Happy Hiro           | Un caro amico                | 9 marzo 2011  |
| 8  | Up, Up and Away!     | Vola vola nel cielo          | 10 marzo 2011 |
| 9  | Henry's Happy Coal   | Henry la locomotiva speciale | 11 marzo 2011 |
| 10 | Let It Snow          | Le vacanze di Natale         | 14 marzo 2011 |
| 11 | Surprise, Surprise   | Sorpresa sorpresa            | 15 marzo 2011 |
| 12 | Spencer the Grand    | Spencer, il grande!          | 16 marzo 2011 |
| 13 | Stop that Bus!       | Fermate quell'autobus!       | 17 marzo 2011 |
| 14 | Stuck on You         | Pronti ad intervenire!       | 18 marzo 2011 |
| 15 | Big Belle            | Le campane di Sodor          | 21 marzo 2011 |
| 16 | Kevin the Steamie    | Un gioco per Kevin           | 22 marzo 2011 |
| 17 | Wonky Whistle        | Il fischio stonato           | 23 marzo 2011 |
| 18 | Percy the Snowman    | Percy lo sbuffaneve          | 24 marzo 2011 |
| 19 | Tree Trouble         | Il più bell'albero di Natale | 25 marzo 2011 |
| 20 | Fiery Flynn          | Il bravo pompiere            | 28 marzo 2011 |

## Gordon e Ferdinand
Gordon è imbarazzato perché deve consegnare il leone di Sodor insieme a Ferdinand.

## Toby e Boffo
Toby cerca di trovare una casa per Boffo sull'isola di Sodor. Però, Boffo ha nostalgia dell'Isola Nebbiosa.

## Un numero davvero speciale
Biffo fa vedere a Emily un numero che include anche realizzare suoni assomiglianti a dei versi di uccelli. Però, quando Biffo finisce il carburante, Emily lo abbandona.

## I nuovi amici di Percy
Siccome i suoi amici sono tutti occupati, Percy cerca di diventare amico degli animali. Però, i rumori di Percy spaventano gli animali.

## Eddie l'eroe
Edward ha un lavoro speciale da fare, ovvero essere la "locomotiva di soccorso". Edward è nervoso, in quanto non sa come comportarsi, però si impegna per essere un eroe come Harold.

## James il soccorritore
James deve svolgere il ruolo di "soccorritore", con l'aiuto di Toby. Però, non vuole essere aiutato da Toby, e si rifiuta di lavorare insieme quando Gordon ha bisogno di essere salvato.

## Un caro amico
Hiro ha nostalgia di casa, perciò Thomas cerca di renderlo felice portandolo sull'Isola Nebbiosa.

## Vola vola nel cielo
Thomas e Percy devono consegnare il pallone di Mister Bolle. Però, riscontreranno alcuni problemi durante la consegna.

## Henry la locomotiva speciale
Henry deve portare in giro sull'isola un passeggero speciale, però 'Arry e Bert lo prendono in giro perché ha bisogno del carbone speciale.

## Le vacanze di Natale
Thomas e Gordon sono sull'Isola Nebbiosa per prendere dei tronchi. Biffo, Boffo e Ferdinand danno il benvenuto alle due locomotive nel loro "paradiso invernale". Però, Gordon ricorda che non c'è la neve. Perciò, le locomotive boscaiole raccontano a Thomas la poesia della neve dell'isola Nebbiosa.

## Sorpresa sorpresa
È il giorno della festa di Natale, però Edward, Percy e Stanley non possono essere riparati in tempo per poter partecipare. Allora, Thomas decide di organizzare una festa di Natale all'officina: non volendo disturbare Victor, decide di tenerla in segreto.

## Spencer, il grande!
È una giornata molto nebbiosa, e le locomotive sono state avvertite di rimanere al deposito fino a quando il tempo non fosse migliorato. Però, Spencer disobbedisce e cerca la residenza del duca nonostante la nebbia.

## Fermate quell'autobus!
Thomas porta Bertie a fare un giro sulla ferrovia. Però, Bertie deve andare a prendere dei passeggeri speciali e non può arrivare in ritardo.

## Pronti ad intervenire!
A Butch è stato installato un nuovo magnete, e lui e Thomas stanno cercando di capire come utilizzarlo. Però, non ascoltano Victor e finiscono in una situazione spinosa.

## Le campane di Sodor
Belle cerca di diventare amica di Toby, perché hanno una cosa in comune, cioè la campana. Però, i suoi tentativi non fanno altro che spaventare Toby.

## Un gioco per Kevin
Quando Kevin si ritrova a capo dell'officina, decide di usare gli spazi liberi per testare le sue abilità di manovra.

## Un fischio stonato
Il fischio di Thomas è rotto, perciò va all'officina per farselo riparare. Però, se ne va prima che sia riparato a dovere.

## Percy lo sbuffaneve
Thomas deve accompagnare Sir Topham in piazza per accendere le luci di Natale. Inoltre, promette a Percy che lo aiuterà con il lavoro, però non farà altro che coprirlo di neve.

## Il più bell'albero di Natale
Le locomotive a vapore competono con quelle diesel per vedere chi riuscirà a trovare il miglior albero di Natale.

## Il bravo pompiere
Flynn, un nuovo camion dei pompieri che può stare sia sulla strada che sulle rotaie, cerca di impressionare le locomotive con la sua spavalderia, ma le sue azioni portano a disastrose conseguenze.